# Фонин, Михаил Макарович
Михаил Макарович Фонин (10 октября 1905 — 14 декабря 1974) — советский партийный и государственный деятель, первый секретарь ЦК Компартии Туркменской ССР с 1939 по 1947 год.

## Биография
Являлся членом ВКП(б) / КПСС с 1929 года.
С 1920 года — в сельском хозяйстве, чернорабочий на чугунно-литейном заводе, в Рабоче-Крестьянской Красной Армии, секретарь парткома железной дороги, инструктор Политотдела Московского отделения Ярославской железной дороги, ответственный контролёр, заместитель руководителя группы Комиссии партийного контроля при ЦК ВКП(б).
С ноября 1939 по март 1947 года — первый секретарь ЦК Компартии Туркменской ССР.
С 1947 по 1950 год — инспектор ЦК ВКП(б).
С 1950 по 1953 год — заместитель министра хлопководства СССР.
С 1953 по 1964 год — начальник Главной территориально-производственной инспекции, начальник инспекции, начальник управления научно-технического сотрудничества Министерства сельского хозяйства СССР.
С 1964 по 1974 год — начальник Управления научно-технического сотрудничества с зарубежными странами Министерства сельского хозяйства СССР.
Являлся депутатом Верховного Совета СССР 1-го (избран на довыборах 2 марта 1941 года) и 2-го созывов.
Умер в 1974 году. Похоронен на Введенском кладбище (29 уч.).